# 普洛斯科耶农村居民点
普洛斯科耶农村居民点（俄语：Плосковское сельское поселение）是俄罗斯联邦别尔哥罗德州科罗恰区所属的一个农村居民点。其下辖有8个居民点，行政中心为普洛斯科耶。据2016年统计，该农村居民点的人口为512人。